# برندق
برندق هي قرية في مقاطعة خلخال، إيران. عدد سكان هذه القرية هو 1,488 في سنة 2006.